# Heteropogon lugubris
Heteropogon lugubris är en tvåvingeart som beskrevs av Hermann 1906. Heteropogon lugubris ingår i släktet Heteropogon och familjen rovflugor. Inga underarter finns listade i Catalogue of Life.